# Jumbo (supermarket)
Jumbo – sieć handlowa działająca w Holandii i Belgii. Jest częścią prywatnego Van Eerd Group. Van Eerd było początkowo hurtownią spożywczą założoną w 1921 roku.

## Historia
18 października 1979, Jan i Anita Meurs otworzyli pierwszy supermarket Jumbo w byłym budynku kościoła w Tilburgu. Nazwa pochodzi od słonia Jumbo. W 1983, Van Eerd kupił sklep Jumbo od rodziny Meurs i sukcesywnie rozszerzał markę, najpierw w regionach południowych, później na cały kraj.
W maju 2006, otwartych było 77 sklepów w Holandii. Razem stanowiły 3.4% supermarketów w Holandii na stan 1 stycznia 2006. Główna siedziba i centrum dystrybucji znajdują się w Veghel. Jumbo posiada trzy regionalne centra dystrybucji: Beilen, Drachten i Den Bosch. Wraz z otwarciem Jumbo w Valthermond, Drenthe w październiku 2005, Jumbo znajduje się w każdej prowincji Niderlandów. Do przejęcia C1000, stosunkowo mało sklepów Jumbo znajdowało się w Randstad.
We wrześniu 2011, CVC ogłosiło, że sprzedaje sieć C1000. 23 listopada 2011 ogłoszono, że Jumbo wykupi wszystkie sklepy sieci. W wyniku czego Jumbo stało się drugą największą siecią supermarketów w Niderlandach, po Albert Heijn. 23 października 2014, supermarket ogłosił, że zostanie głównym sponsorem profesjonalnej drużyny kolarskiej UCI World Tour, Team Jumbo-Visma.
26 stycznia 2016, Jumbo ogłosiło, że zakupiło sieć restauracji V&D, La Place, z powodu bankructwa. W latach 2017–2019 był głównym sponsorem Racing Team Nederland biorącego udział w European Le Mans Series w 2017 i FIA World Endurance Championship w sezonach 2018-2019 i 2019–2020.

## Nagrody
- W latach 2005–2012 Jumbo był wybierany jako „Najlepsza sieć handlowa roku” w kategorii supermarketów przez Retailer of the Year the Netherlands
- W 2007 i 2008 Jumbo zostało uznane przez MarketResponse Nederland za najbardziej przyjazną dla klienta firmę w Holandii.[5][6]
- W 2014 roku Jumbo został uznany przez GFK i Foodmagazine za „najlepszy supermarket”.[7]
- W 2018 roku Jumbo Foodmarkt Veghel został nazwany „najczystszym supermarketem” w Holandii.[8]
- W 2020 roku Jumbo zdobył nagrodę „Najlepszy sklep internetowy roku” w kategorii supermarketów.[9]